# Пјајве
Пјајве (рус. Пяйве) река је која протиче преко западних делова Мурманске области, односно крајњег северозапада европског дела Руске Федерације. Протиче преко територија Кољског рејона. Улива се у реку Тулому, на њеном 7. километру узводно од ушћа, као њена лева притока. Дужина водотока је 23 km, док је укупна површина сливног подручја око 201 km². Река Пјајва припада басену Баренцовог мора.